# لورانس كينغسلي كالاهان
لورانس كينغسلي كالاهان (بالإنجليزية: Lawrence Callahan)‏ هو عسكري أمريكي، ولد في 11 يناير 1894 في لويفيل في الولايات المتحدة، وتوفي في 17 سبتمبر 1977 في غاردينا في الولايات المتحدة.